# Renault Type CF
Der Renault Type CF war ein frühes Personenkraftwagenmodell von Renault. Er wurde auch 35 CV genannt.

## Beschreibung
Die nationale Zulassungsbehörde erteilte am 19. Januar 1911 seine Zulassung. Der Vorgänger Renault Type AI war etwas kürzer. 1912 endete die Produktion. Nachfolger wurde der Renault Type DQ.
Ein wassergekühlter Vierzylindermotor mit 130 mm Bohrung und 160 mm Hub leistete aus 8495 cm³ Hubraum 40 bis 45 PS. Wie bei so vielen Modellen des Modelljahres 1911 hatte Renault im Vergleich zum Vorjahresmodell den Hub um 20 mm erhöht. Die Motorleistung wurde über eine Kardanwelle an die Hinterachse geleitet. Die Höchstgeschwindigkeit war je nach Übersetzung mit 68 km/h bis 97 km/h angegeben.
Bei einem Radstand von 374,3 cm und einer Spurweite von 145 cm war das Fahrzeug 501 cm lang und 176 cm breit. Der Wendekreis war mit 14 bis 15 Metern angegeben. Das Fahrgestell wog 1350 kg, das Komplettfahrzeug 2200 kg. Die Karosserieform Limousine ist überliefert. Das Fahrgestell kostete 18.000 Franc
Der Renault Type CI basierte auf diesem Modell, war aber kürzer.